# Arabicodium
Arabicodium, manji rod zelenih algi u porodici Codiaceae, dio reda Bryopsidales. Postoje dvije priznate fosilne vrste, obje su morske

## Vrste
1. Arabicodium bicazense O.Dragastan
2. Arabicodium hansii O.Dragastan